# دشتنا (ناحیه ییندریخوف هرادتس)
دشتنا (به چکی: Deštná) یک منطقهٔ مسکونی و شهرستان دارای شهرک سابقاً روستا در جمهوری چک است که در ناحیه ییندریخوف هرادتس واقع شده‌است. دشتنا ۷۳۵ نفر جمعیت دارد.